# 弱小马先蒿弱小亚种
弱小马先蒿弱小亚种（学名：Pedicularis debilis sp. debilis）为玄参科马先蒿属下的一个亚种。

## 扩展阅读
- 維基物種上的相關：弱小马先蒿弱小亚种